# Konstantin von Gaertner
Friedrich Konstantin von Gaertner (* 20. September 1805 in Neuwied; † 14. Oktober 1885 in Zwingenberg) war ein preußischer Regierungspräsident und Landrat im Landkreis Bernkastel sowie Mitglied des Preußischen Abgeordnetenhauses.

## Herkunft
Der evangelische Konstantin von Gaertner war ein Sohn des Trierer Oberregierungsrats und Regierungsvizepräsidenten Franz von Gaertner (1771–1838) und dessen Ehefrau Caroline, geborene Hillebrand, die 1791 geheiratet hatten.

## Leben
Nach dem Abitur am Friedrich-Wilhelm-Gymnasium in Trier im Jahre 1824 begann er ein Studium der Rechtswissenschaften in Göttingen. 1827 wurde er Gerichtsreferendar beim Land- und Stadtgericht Brandenburg und 1830 Referendar bei der Regierung Trier. Während er von 1830 bis 1831 vertretungsweise in der Verwaltung des Landratsamtes in Bitburg gearbeitet hatte, bewarb er sich dort um eine Stelle als Landrat. Obwohl man ihm die erforderliche Qualifikation zugesprochen hatte, erhielt er die Stelle nicht. Der Grund war eine Verurteilung zu 10 Jahren Festungshaft aufgrund eines vorausgegangenen Duells, wobei man die Strafe letztlich durch Gnadenerlass auf 3 Monate reduzierte. Am 26. November 1832 wurde er mittels einer Kabinettsorder zum Landrat des Landkreises Bernkastel ernannt. Nachfolgend fiel die Beurteilung über seine Arbeitsleistung so gut aus, dass man ihm eine Eignung als mögliches Mitglied in der Regierung zusprach. Nach 12 Jahren Tätigkeit als Landrat wurde er 1844 Regierungsrat beim Oberpräsidium der Rheinprovinz in Koblenz, Dienstantritt war der 1. Januar 1845, dem 1846 die Tätigkeit in gleicher Funktion im Trierer Regierungskollegium folgte. Im Juli 1852 wechselte er als Oberregierungsrat zur Regierung Minden und 1855 zurück zur Regierung Trier. Am 27. April 1866 wurde er dort zum Regierungspräsidenten ernannt und blieb es bis zu seiner Versetzung in den Ruhestand zum 1. Januar 1870.

## Politik
Gaertner war im Zeitraum von 1849 bis 1852 (Wahlperiode II.) und nochmals von 1855 bis 1856 (Wahlperiode IV.) fraktionsloses Mitglied des Preußischen Abgeordnetenhauses für den Wahlkreis Wittlich-Bernkastel. Im Oktober 1856 zog er sich jedoch vor Ende der Wahlperiode aus gesundheitlichen Gründen aus der Politik zurück.

## Familie
Von Gaertner heiratete am 1. April 1833 in Trier Amalia Antonia Camilla Gaube (1811–1875), eine Tochter des Regimentsarztes Ignatz Gaube und dessen Ehefrau Amalie Gaube geborene Auenmüller. Ein Bruder Kostantins war der Jurist, Leutnant und Landrat des Kreises Ahrweiler, Carl von Gaertner.